# Alcides Silveira
Alcides Silveira, vollständiger Name Alcides Vicente Silveira Montero, (* 18. Juni 1938 in Montevideo; † 16. Januar 2011 ebenda) war ein uruguayischer Fußballspieler und -trainer.

## Karriere

### Spielerlaufbahn

#### Vereine
Mittelfeldakteur „Cacho“ Silveira gehörte von 1954 bis 1960 der Mannschaft Sud Américas an. Von 1960 bis 1962 spielte er für CA Independiente. Dabei wurde er in der Saison 1960 Argentinischer Meister. Insgesamt absolvierte er für die Argentinier 44 Partien und erzielte drei Treffer. 1962 schloss er sich dem FC Barcelona an. Bei den Spaniern kam er erstmals am 23. September 1962 in der Begegnung gegen Betis Sevilla zum Einsatz. Insgesamt bestritt er für die Spanier einschließlich seines letzten Einsatzes am 14. April 1963 sieben Ligaspiele und zwei Partien im Messestädte-Pokal. Ein Tor schoss er nicht. Sodann war er von 1963 bis 1968 für die Boca Juniors aktiv, mit denen er 1964 und 1965 die argentinische Meisterschaft gewann. Für den argentinischen Klub traf er bei 113 Ligaeinsätzen dreimal ins gegnerische Tor. Als letzte Karrierestation ist von 1968 bis 1969 Nacional Montevideo für ihn verzeichnet. Mit den „Bolsos“ erreichte er bei der Copa Libertadores 1969 die Finalspiele, unterlag dort jedoch gegen Estudiantes de La Plata. Die Montevideaner wurden in jenem Jahr zudem Landesmeister.

#### Nationalmannschaft
Silveira debütierte am 18. März 1959 in der uruguayischen A-Nationalmannschaft. Insgesamt absolvierte er acht Länderspiele. Dabei schoss er drei Tore. Sein letzter Länderspieleinsatz in der „Celeste“ datiert vom 22. Dezember 1959. Er gehörte dem Aufgebot bei der Südamerikameisterschaft im Dezember 1959 an, das den Kontinentalmeistertitel gewann. 

#### Erfolge
- Südamerikameister: 1959
- Argentinischer Meister: 1960, 1964, 1965
- Uruguayischer Meister: 1969

### Trainertätigkeit
Nachdem er seine aktive Karriere 1968 zunächst beendet hatte, trainierte er in jenem Jahr vorübergehend die Boca Juniors. Danach kehrte er nochmals als Spieler zu Nacional Montevideo zurück. Dem definitiven Karriereende als Spieler im Jahr 1969 folgten Trainerengagements unter anderem bei Club Atlético Huracán und weiteren argentinischen und uruguayischen Vereinen.